# Suseni, Harghita
Suseni (în maghiară Gyergyóújfalu) este satul de reședință al comunei cu același nume din județul Harghita, Transilvania, România.